# Edgar av Skottland
Edgar eller på gaeliska Eagar mac Mhaoil Chaluim, "Edgar Malcolms son", Även kallad Edgar Probus, "Den tappre", född omkring 1074, död 8 januari 1107, var kung av Skottland från 1097 till sin död. Han var son till Malcolm III och dennes andra maka Margareta.
Att exakt ange året för hans tillträde till tronen är något vanskligt, eftersom intrigerna böljade fram och tillbaka mellan å ena sidan honom och hans bröder Alexander och David och å andra sidan hans farbror Donald och ett antal skotska ädlingar. Möjligen med stöd av Vilhelm II av England fick han med säkerhet övertaget 1098 och lät fängsla och blända Donald, som en tid därefter avled i fängelset.
Edgar undertecknade 1098 ett avtal med Magnus Barfot av Norge som fastställde gränserna mot de norska områdena i nordost.
Ogift och barnlös dog han i Edinburgh 1107 och efterträddes av sin bror Alexander.